# Miranda (Falcón)
Miranda é um município da Venezuela localizado no estado de Falcón.
A capital do município é a cidade de Santa Ana de Coro.